# By the Way (sång)
"By the Way" är en låt av det amerikanska rockbandet Red Hot Chili Peppers. Den är titellåt till bandets åttonde studioalbum. I juli 2002 släpptes den som singel.